# Yazı Tura – Kopf oder Zahl
Yazi Tura – Kopf oder Zahl ist ein türkischer Film aus dem Jahr 2004. Uğur Yücel schrieb das Drehbuch und führte zugleich Regie. In Deutschland lief das Kriegsheimkehrerdrama erstmals am 24. November 2005 in den Kinos.

## Handlung
Ridvan aus Kappadokien und Cevher aus Istanbul traten 1999 ihren Militärdienst an. Beide kämpften an der Front im Südosten der Türkei gegen die kurdischen Rebellen. Nach dem Militärdienst kehren beide vom Krieg gezeichnet in ihre Heimatstädte zurück. Ridvan hat bei einer Minenexplosion sein rechtes Bein verloren und muss feststellen, dass weder seine Verlobte noch seine Freunde die alten geblieben sind. Der junge Mann stürzt in eine tiefe seelische Krise.
Cevher, der seit der gleichen Minenexplosion auf einem Ohr taub ist, träumt davon, einen Kiosk aufzumachen. Als er nach dem verheerenden Erdbeben in Istanbul Familienmitglieder verliert und sein mühsam aufgebauter Laden zerstört wird, gerät er auf die schiefe Bahn.

## Künstlerische Ausführung
Der Film ist über weite Strecken in einem dokumentarischen Stil mit unruhigen Handkamerabildern gehalten. Er ist stark visuell ausgerichtet, die Dialoge gehen über einfache Alltagssprache kaum hinaus.
Zur Veranschaulichung des Militäreinsatzes der beiden Heimkehrer kommen Rückblenden zum Einsatz, wodurch die ansonsten eigentlich getrennt ablaufenden zwei Episoden des Films ihre Verbindung erhalten.

## Hintergrund
- Die Filmkosten betrugen etwa 1,5 Millionen Euro.

## Auszeichnungen
- 2004: Antalya Film Festival: elf Preise
- 2005: Ankara International Film Festival: Bester Schauspieler (Olgun Şimşek), Beste Filmmusik (Erkan Oğur)